# San Miguel de Bernuy
San Miguel de Bernuy er en by og kommune i det centrale Spanien i provinsen Segovia. Den har et indbyggertal på 134 (2024) indbyggere.